# Hartford Colonials
Hartford Colonials fue un equipo profesional de fútbol americano con sede en Hartford, Connecticut, participó en la United Football League. Jugó sus partidos de local en el Rentschler Field; en la temporada 2009 participó como New York Sentinels jugando en diferentes estadios de Nueva York, el equipo terminó con marca de 0-6.
En la temporada 2010 la franquicia logró su primera victoria en la historia tras derrotar a Sacramento Mountain Lions 27 a 10 y terminó la temporada con marca de 3-5.
Antes del inicio de la temporada 2011 la franquicia cerro operaciones dentro de la liga.

## Récords temporada por temporada
| Temporada          | G | P  | E | Pct.  | Lugar | Postemporada | Premios |
| 2009               | 0 | 6  | 0 | 0.000 | 4°    |              |         |
| 2010               | 3 | 5  | 0 | 0.375 | 4°    |              |         |
| Total              | 3 | 11 | 0 | 0.214 | 5°    | -            | -       |
| New York Sentinels | 0 | 6  | 0 | 0.000 |       |              |         |
| Hartford Colonials | 3 | 5  | 0 | 0.375 |       |              |         |

## Historial Entrenador en Jefe
| Año(s) | Nombre       | Marca | Pct   | Notas |
| ------ | ------------ | ----- | ----- | ----- |
| 2009   | Ted Cottrell | 0-6   | 0.000 |       |
| 2010   | Chris Palmer | 3-5   | 0.375 |       |

## Marca vs. oponentes
| Equipo                    | G | P | E | Pct.  | PF | PC  |
| ------------------------- | - | - | - | ----- | -- | --- |
| California Redwoods       | 0 | 2 | 0 | 0.000 | 20 | 44  |
| Florida Tuskers           | 0 | 4 | 0 | 0.000 | 46 | 133 |
| Las Vegas Locomotives     | 1 | 3 | 0 | 0.250 | 65 | 120 |
| Omaha Nighthawks          | 0 | 2 | 0 | 0.000 | 40 | 46  |
| Sacramento Mountain Lions | 2 | 0 | 0 | 1.000 | 54 | 36  |